# A mágus (Wilbur Smith-regény)
A mágus (Warlock) Wilbur Smith regénye. A folyó istene és A hetedik tekercs folytatása.

## Előzmények
|  | Alább a cselekmény részletei következnek! |

Hőn szeretett királynője, Lostris halála után Taita elvonul a végtelen és félelmetes sivatagba magányában, ahol hosszú éveket tölt imádkozással és tanulmányokkal. Ő lesz a Mágus, az ősi istenek tanításainak beavatott ismerője, a mágia és a természetfölötti mestere. A túlvilág parancsainak engedelmeskedve elhagyja a pusztaságot és visszatér az emberek világába, ahol meg kell küzdenie a gonosz erőkkel, melyek azzal fenyegetnek, hogy uralmuk alá hajtják a trónt és az egyiptomi birodalmat, és elpusztítják Lostris királynő unokáját, az ifjú Nefer herceget.
|  | Itt a vége a cselekmény részletezésének! |

## Magyarul
- A mágus; ford. Boda Mária; Delej, Bp., 2001